# Mercury M series
Mercury M series — серия полноразмерных пикапов на базе Ford F-Series, выпускавшихся подразделением Mercury компании Ford с 1947 по 1968 год и продававшихся в Канаде.

## Описание
В 1946 году канадское подразделение Ford разделило свои подразделения Lincoln и Mercury на отдельные торговые сети. Одновременно подразделению Mercury были представлены канадские грузовики. В то время лишь немногие сельские общины предлагали дилерские сети Ford и Lincoln-Mercury, что сводило к минимуму дублирование моделей и позволяло расширить охват потенциальных покупателей грузовиков. Чтобы дифференцировать грузовики Ford и Mercury, Mercury добавила фирменную решётку радиатора и немного отличающуюся внешнюю и внутреннюю отделку.

## Пикапы
С 1948 по 1968 год Mercury M-series следовала за развитием своих аналогов Ford F-series, в значительной степени отличаясь внешней отделкой.
С 1961 по 1966 год грузовики Mercury имели символ передачи/молнии на кнопке звукового сигнала и никаких других внутренних шильдиков Mercury.

В 1967 и 1968 годах в грузовиках использовалась только внутренняя отделка Ford, такая как кнопка звукового сигнала, приборная панель и пластина блокировки радиоприёмника.
- 1949 Mercury M series
- 1966 Mercury M-100
- 1968 Mercury M100

## Другие грузовики Mercury
Наряду с переименованием пикапов серии F в M-series, компания Lincoln-Mercury также продавала другие автомобили гаммы Ford Truck. Среднетоннажные автомобили Ford F-series были частью M-series, включая автобусное шасси серии MB (Ford B-series). В рамках своей гаммы коммерческих грузовиков компания Lincoln-Mercury также продавала грузовик с наклонной кабиной Ford C-series как M-series.
Ford Econoline первого поколения продавался в Канаде как Mercury Econoline EM-series в кузовах фургон и пикап. Поскольку производство лёгких грузовиков марки Mercury прекратилось в 1968 модельном году, версии Mercury Econoline второго поколения (которая была перенесена на 1969 модельный год) не было.

С 1957 по 1959 год первое поколение Ford Ranchero продавалось под своим брендом Meteor в Канаде.
- 1964 Mercury M700
- 1964 Mercury Econoline EM-100